# Мозаика (инструкция к игре)
«Мозаика (инструкция к игре)» — советский короткометражный мультфильм 1989 года, поставленный режиссёром Владимиром Врублевским на киностудии Киевнаучфильм.

## Сюжет
Показывается «инструкция» к игре «Мозаика». На сетчатую основу высыпаются детали мозаики. Из деталей составляются различные фигуры. Фигуры начинают двигаться, окружать друг друга и менять форму и цвет. В конце концов детальки образуют разноцветный шар, который начинает вращаться. И вдруг оказывается, что это планета, улетающая вглубь космоса. А на чистое поле вновь высыпаются детальки: что сможешь собрать из них ты — зритель?

## Над фильмом работали
- Директор — Иван Мазепа
- Редактор — Евгений Назаренко
- Монтажёр — Юна Сребницкая
- Ассистенты: Е. Демкина, Н. Котюжан, В. Боженок.

## Издания на DVD
Мультфильм издавался на DVD-сборнике мультфильмов «Сказка о белой льдинке».